# Похід Владислава на Москву
Похід королевича Польського і царя Московського Владислава на Москву — військовий конфлікт між Річчю Посполитою, Військом Запорозьким та Московським царством, який тривав з 1617 по 1618 рік. Під час цього конфлікту коронне та литовське війська, а також запорозькі козаки воювали за здобуття королевичем Владиславом Вазою корони московського царя. Війна завершилась підписанням Деулінського перемир'я. Розглядається як завершальний етап польсько-московської війни (1609—1618).

## Назва
В Українській історії ця подія також отримала назву Похід Сагайдачного на Москву, оскільки є версія, що 80 % наступаючих військ були козаками.

## Передумови
В епоху Смутного часу налякані селянсько-козацькими бунтами бояри закликали Річ Посполиту. За договором від 4 лютого 1610 року, укладеним під Смоленськом між королем Сигізмундом III та московитським посольством, королевич Владислав IV, після прийняття православ'я, повинен був зайняти московський престол. Після скинення Василя Шуйського влітку 1610 року московський уряд визнав Владислава царем та навіть приступив до карбування монет від імені «Владислава Жігімонтовіча». Проте Владислав православ'я не приймав, до Москви не прибув і не був вінчаний на царство.
У жовтні 1612 року в Москві було скинуто боярський уряд королевича Владислава. 21 лютого 1613 року Земським Собором московським царем був обраний Михайло Романов.
При цьому Владислав не відмовився від своїх прав на московський престол. На московський похід Владислава надихнув глибокий рейд всередину Московії пана Лісовського 1615 року, який з нечисленним загоном лісовчиків легко пройшов кільцем навколо Москви від Брянська та Орла до Костроми та Мурома. Влітку 1616 року Вальний сейм підтримав рішення про проведення дворічної воєнної кампанії проти московського царства силами 10-тисячного найманого війська. Військовим керівником походу був призначений Ян-Кароль Ходкевич.

## Початок походу
6 квітня 1617 року королевич Владислав вирушив із Варшави в похід до Москви з метою отримати корону московського царя. Наприкінці вересня під Смоленськом військо королевича об'єдналось з армією Яна Кароля Ходкевича. 11 жовтня об'єднана річпосполитська армія чисельністю близько 8 тисяч чоловік без бою здобули Дорогобуж. Незабаром, 18 жовтня, так само легко була здобута Вязьма. До кінця 1617 року вдалось завоювати ще Мещовськ, Козельськ, Серпейськ, Рославль. В грудні 1617 року бойові дії припинилися, більша частина коронного війська розмістилась в таборі поблизу м. Вязьми, очікуючи підходу підкріплень. Проте, ані вояків, ані грошей не надійшло. Тому навесні значна частина жовнірів залишила табір і чисельність армії скоротилась до п'яти тисяч чоловік.

## Долучення військ Сагайдачного
Аби врятувати королевича і виправити ситуацію, уряд звернувся по допомогу до Війська Запорозького. У березні 1618 року дванадцять запорозьких сотників зустрілись із королевичем Владиславом і пообіцяли привести йому 20-тисячне військо. Підготовку до московського походу обговорювали на двох загальних радах в червні 1618 року. На цих переговорах козаки, зокрема, вимагали припинити утиски православного населення.
Після переговорів українське командування під керівництвом гетьмана Петра Сагайдачного розробило план майбутнього походу.

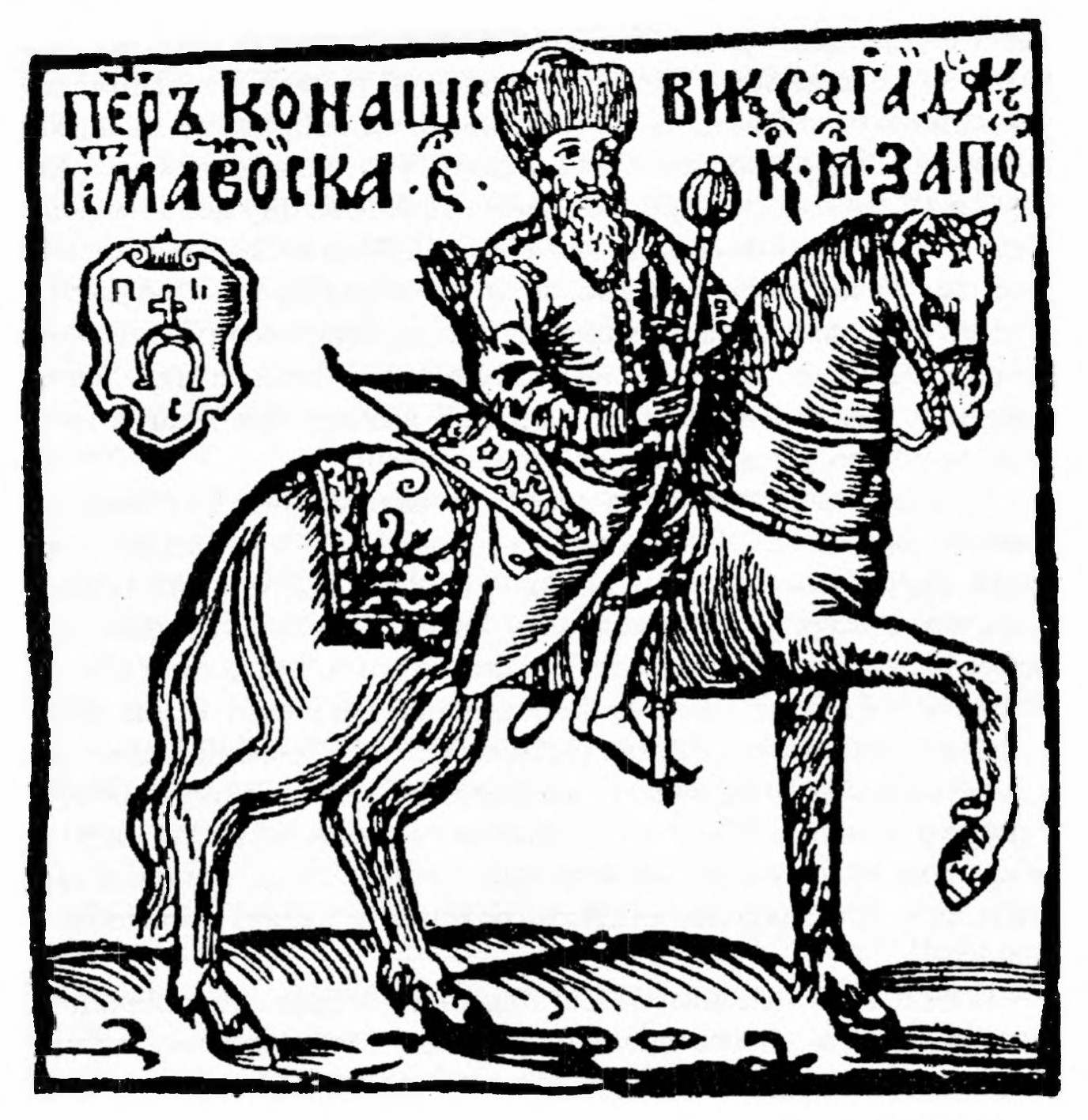
Петро Сагайдачний. Гравюра 1622 р.

У другій половині червня 6 полків 20-тисячного козацького війська під проводом Сагайдачного вирушили до Москви. З собою запорожці взяли 17 гармат невеликого калібру, решту артилерії, аби не уповільнювати рух, залишили у Києві. Після переправи через Дніпро, військо Сагайдачного вийшло на Муравський шлях, що вів від Криму побережжям Дніпра у напрямку Тули.
7 липня козаки підійшли під одне з найбільш укріплених міст на півдні Московії — Лівни. У результаті несподіваної атаки запорожці взяли місто. Після оволодіння містом запорожці розмістились у його посаді, а 10 липня продовжили шлях. 16 липня вони підійшли під Єлець — добре укріплену фортецю, розташовану за кілька десятків кілометрів на північний схід від Лівен.
Козаки хитрістю виманили з міста московитські полки, а протягом наступної ночі штурмували фортецю із залишками московського війська. Після трьох атак вони увірвались за мури та захопили фортецю. Єлецькі священики попросили запорожців не руйнувати місто, обіцяючи натомість видати царського посланника С.Хрущова разом із «казною» — 30 тисяч рублів царської казни, призначених для підкупу кримського хана. Козаки прийняли капітуляцію і відправили невеликий загін для проведення арештів та реквізиції.
Наприкінці липня — початку серпня Сагайдачний відправив полковника Михайла Дорошенка на чолі 10-тисячного загону у рейд по Рязанщині. Його військам вдалося захопити міста Лебедянь, Скопин, Данков, Ряжськ. На початку серпня цей загін спалив посад Переяславля-Рязанського. При поверненні до військ Сагайдачного були захоплені Пєсочня, Сапожок та Шацьк.
Воз'єднавши власні сили й визначивши через посланців місце зустрічі українського та коронного військ у Тушині, український гетьман продовжив похід. Загін на чолі з полковником Милосним, у складі 1000 вершників, було направлено до добре укріпленої фортеці — Михайлова. Однак під Михайловим козаки зазнали першої невдачі. Запорожці мали вночі проти 22 серпня захопити місто, проте через погану погоду дісталися міста лише 22 серпня. За цей час до міста підійшло підкріплення, і план раптової атаки зірвався. Сагайдачний з головним військом прибув під фортецю 26 серпня і був змушений перейти до звичної облоги. Після двох спроб захопити місто штурмом 7 вересня Сагайдачний вимушений був полишити облогу, аби встигнути на з'єднання із королевичем Владиславом біля Москви.
Після невдалої облоги Михайлова Петро Сагайдачний направив близько 2000 козаків під проводом Федора Бориспільця на близькі підступи Москви з півдня — у Мещерські краї. Одним із завдань цього маневру було відвернути увагу противника від запланованого форсування Оки на північ від Михайлова основним козацьким військом. Загони Федора Бориспільця захопили міста Касимов, Казар, Романов.
Напереріз козакам цар Михайло Романов направив 7-тисячне військо під проводом Дмитра Пожарського та князя Григорія Волконського. Це військо мусило завадити переправі запорожців через р. Оку та зупинити його просування до Москви. Проте під час походу захворів Дмитро Пожарський, і провід царським військом взяв на себе воєвода Г. Волконський. Він намагався перешкодити гетьманові переправитися через Оку поблизу Коломни. Гетьман вирішив іти основними силами під добре укріплену фортецю Зарайськ. Перші бойові сутички поблизу Зарайська відбулись 11 вересня, коли авангард запорожців розбив загін московських вояків і козаки навіть змогли увірватись до міського острогу. Проте цих сил не вистачило, аби закріпити успіх, і Зарайськ встояв.
12 вересня Петро Сагайдачний отримав листа від королевича Владислава, в якому той писав, що вирушає з-під Можайська під Москву, і наказував гетьману негайно виступати, аби прибути в район Симонового монастиря . Наступного дня було скликано козацьку раду, де ухвалили рішення розпочати 14 вересня виступ до Москви, не чекаючи повернення Федора Бориспольця. Також козаки вирішили відмовитись від штурму Кашири та зосередитись на підготовці переправи біля Зарайська. Протягом 15—16 вересня запорожці проводили облогу Зарайська, одночасно концентруючи війська поблизу впадіння р. Осетр у р. Оку та готуючись до переправи.
15 вересня цар Михайло Романов наказав Г. Волконському у жодному разі не дати війську Сагайдачного переправитись через Оку. 16 вересня перші 400 піших козаків сіли на човни для переправи. Тим часом для завади переправі до місця висадки вирушив Г. Волконський із військом. Проте вже до кінця дня близько тисячі запорожців висадились вище та нижче того місця, де стояло військо московського воєводи. Довідавшись про це, Волконський почав поспішно відступати до Коломни. Його військо вразило дезертирство, від нього втекли загони московитських козаків й астраханські татари. Зважаючи на це, Волконський вирішив разом із військом покинути Коломну, після чого спішно вирушив до села Гжель на відстані 65 км від Коломни. Протягом наступних декількох днів, не зустрічаючи опору від деморалізованого московського війська, Сагайдачний із мінімальними втратами переправився через Оку.
Невдовзі після цього козацькі війська стали табором біля Черкізова, звідки 24 вересня Сагайдачний відправив своїх посланців — полковників Михайла Дорошенка та Богдана Коншу з завданням точно визначити час та місце приходу під Москву. 28 вересня посли прибули до Звенигорода і під час переговорів із польсько-литовським командуванням домовились, що з'єднання військ відбудеться 3 жовтня у селищі Тушино. Аби убезпечити свої тили, Сагайдачний організував ряд атак на московитські війська, дислокованих біля Коломни, при цьому 3 жовтня полк Ф. Пирського атакував саме місто, і козаки навіть увірвались на територію посаду.
6 жовтня військо на чолі з П. Сагайдачним вирушило Каширським шляхом у бік Москви. У районі Донського монастиря їм заступило дорогу московське військо на чолі з Василем Бутурліним. Цар вислав проти Сагайдачного 6 000 вершників, всі наявні московські резерви. Під час бою запорожці знищили передні загони супротивника, і решта московитської кінноти почала рятуватися втечею.

## Облога Москви
Наміри Сагайдачного щодо Москви були дуже рішучими і підтвердженням цього є його лист королевичу Владиславу, який було надіслано після 24 вересня. У листі гетьман пише: «Аби Пан Бог всемогутній у досягненні задуму цього до удостоєння призначеного вашій королевичевій милості царства щастив і благословив, а той народ впертий під ноги маєстату свого підбити сприяв».

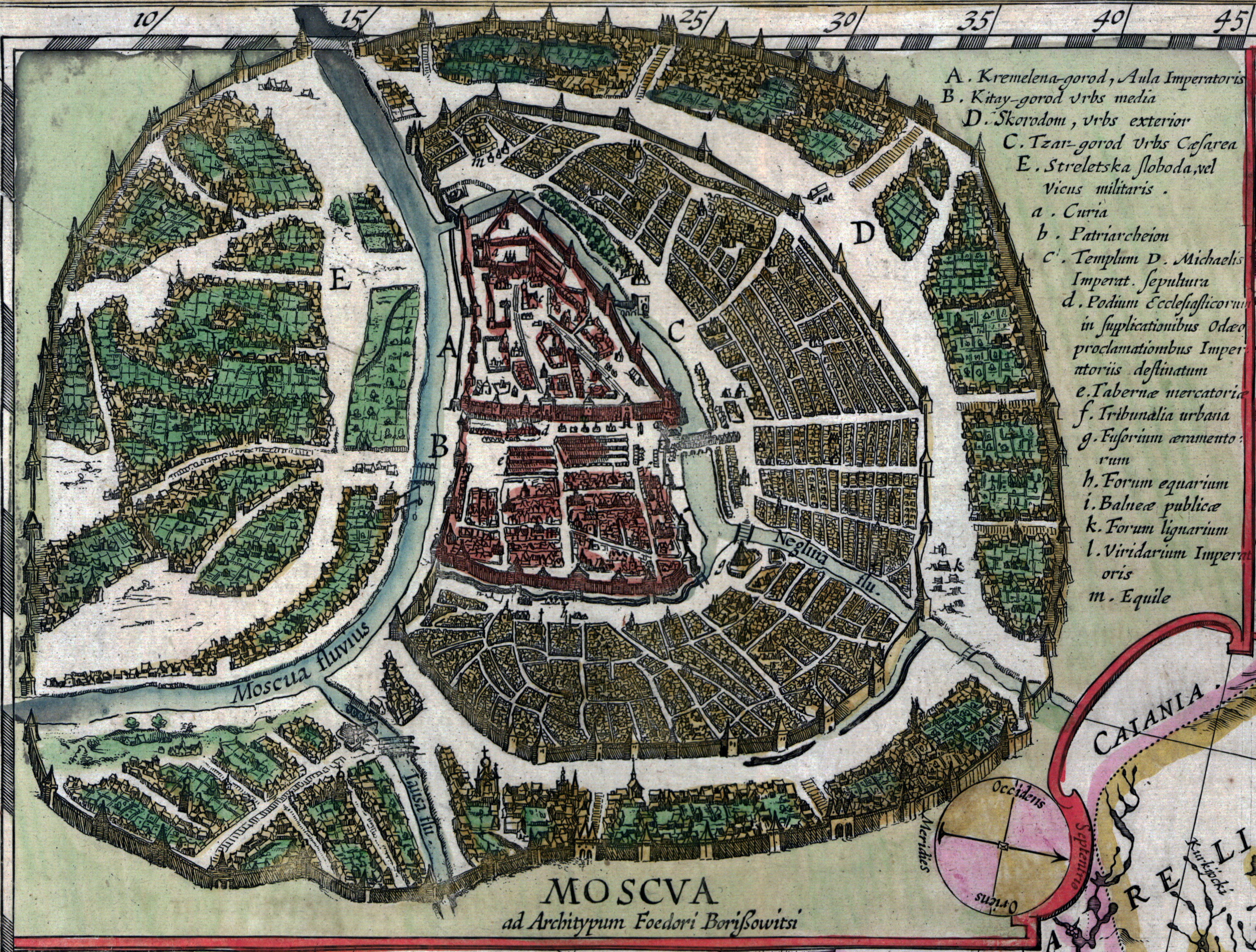
Мапа Москви з атласу Віллема Блау, 1613 р.

8 жовтня поблизу Тушино запорожці об'єдналися з силами королевича Владислава. Як подарунок козаки вручили королевичу лівенських та єлецьких воєвод, царських послів та полонених татар. Напередодні прибуття Сагайдачного литовський гетьман Ян Кароль Ходкевич розробив план штурму Москви. Цей план полягав у одночасному штурмі столиці з декількох сторін, з головними ударама біля Арбатських та Тверських воріт. Основною атакуючою силою виступали польські війська та найманці. Військо запорожців було розділено на декілька частин, частина з них направлялись на штурм острогу за Москва-рікою, решта мусила виконувати роль резерву та відволікати царські війська від головних напрямків.
11 жовтня військо королевича Владислава та козаки Петра Сагайдачного розпочали наступ на Москву. Штурм тривав протягом декількох годин з третьої ночі і до світанку. Нападникам вдалося увірватись до міста зі сторони Арбатських воріт, проте, не отримавши належну підтримку, атака зупинилася. Не бачачи можливості продовження атаки, польські підрозділи із невеликими втратами відступили від міста.

## Завершення війни. Деулінське перемир'я
Складне воєнне становище змусило московську владу піти на переговори, що вперше відбулися 31 жовтня поблизу Тверських воріт. Протягом листопада велись тривалі переговори між річпосполитськими та московитськими послами. Кожна із сторін очікувала скорішого виснаження свого супротивника. Тим часом окремі загони запорожців продовжували атакувати московські міста на північ та північний-захід від Москви, розорюючи Ярославський і Вологодський повіти, тим самим підриваючи економічні ресурси московитів.
Наприкінці жовтня П. Сагайдачний направляє 8-тисячне військо на південь від Москви, на прилеглі до лівого берегу р. Оки землі. Основною метою цього рейду було здобуття м. Калуги — стратегічно важливого міста із добре укріпленою фортецею. Першим помітним населеним пунктом на шляху цього рейду став Серпухов. 3 листопада козацькі полки під керівництвом полковників Ємця, Ф. Пирського, Милосного та Б. Конши розпочали штурм міста та протягом декількох годин козаки взяли міський посад. Далі ці полки рушили на з'єднання із полком П. Сагайдачного під м. Калугу. В ніч з 3 на 4 грудня 1618 року військо під командуванням П. Сагайдачного розпочало штурм міста. Запорожці, внаслідок блискавичної атаки, захопили міський посад, змусивши гарнізон міста під керівництвом воєводи М. Гагаріна замкнутись у міській цитаделі. Облога Калузького кремля тривала аж до підписання річпосполитсько-московського перемир'я.

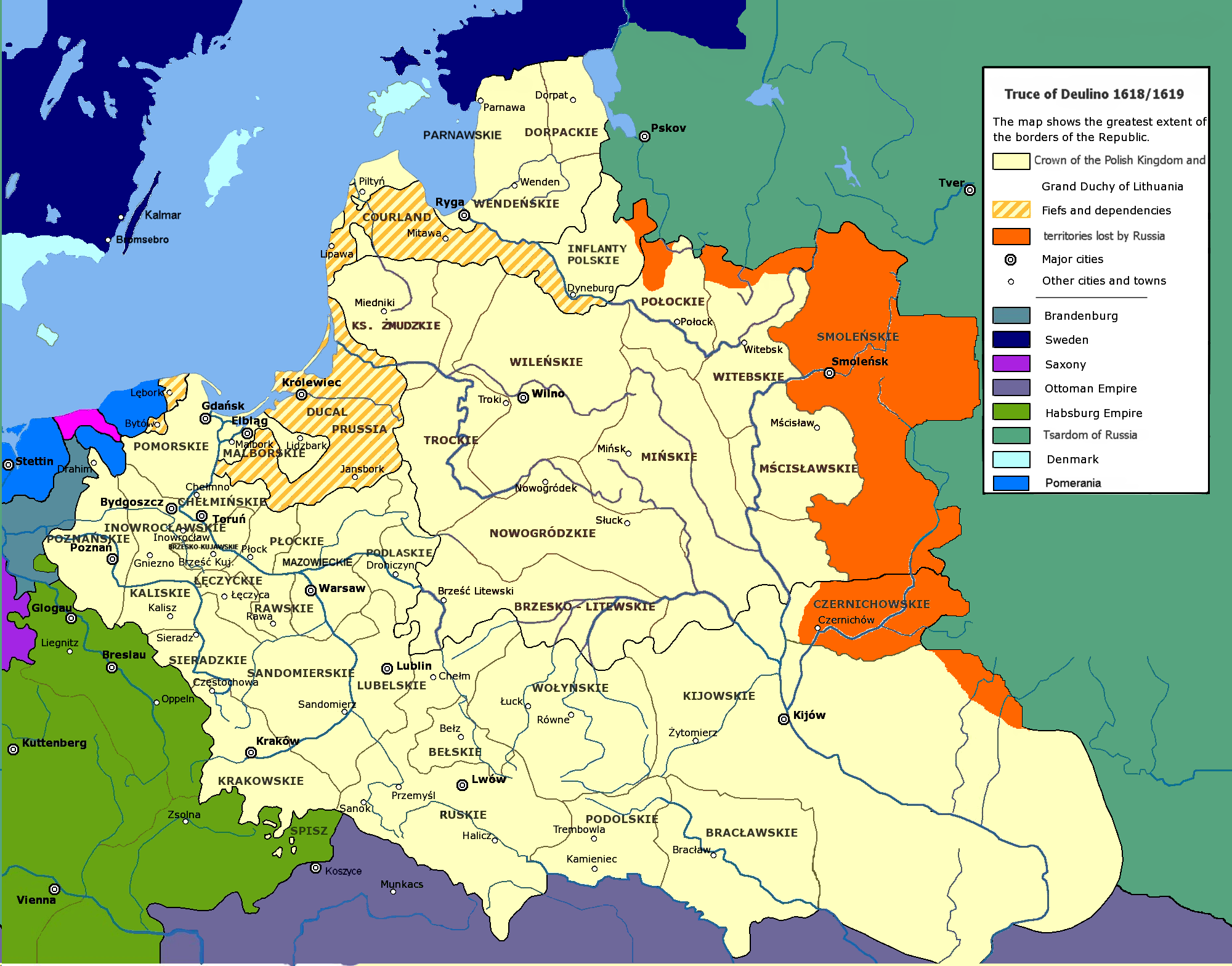
Помаранчевим кольором виділені території, що відійшли до Речі Посполитої, згідно з Деулінським перемир'ям

Рейд Конашевича-Сагайдачного до Калуги став шоком для московської влади. Оцінюючи ці події, Ян III Собеський вказував, що саме через цей рейд московитів охопив жах і що запорожці «якнайшвидше схилили їхніх комісарів до переговорів». Відновлення переговорів відбулося 3 грудня в селі Деуліні неподалік Троїце-Сергіївої лаври. Переговори проводились протягом трьох раундів перемовин, сторони прийшли до спільного рішення і 11 грудня 1618 року було укладене так зване Деулінське перемир'я. Деулінське перемир'я стало найбільшим успіхом Речі Посполитої в протистоянні з московською державою. Річ Посполита повернула білоруські й українські землі, які до того окупувала і пограбувала Москва — Смоленську, Чернігівську та Новгород-Сіверську, всього 29 міст. Король офіційно зберіг за собою право претендувати на московський трон. З іншого боку, це перемир'я поклало початок завершенню періоду постійних війн в Московському царстві, котрий тривав протягом 15 років.
Наприкінці грудня на козацькій раді було ухвалено рішення про припинення бойових дій та повернення в Україну. Військо розділялось на дві частини, що йшли паралельним шляхом. Більша частина, під керівництвом Сагайдачного, рухалась по лівому березі р. Оки за напрямком: Перемишль, Бельов, Болхов, а далі на Київ. Менша частина, під командуванням Ф. Пирського, вирушила правим берегом р. Оки у напрямку: Овдоєв, Курськ, а далі на Київ. За декілька тижнів військо Сагайдачного вже було в Україні, при цьому йому сприяла московська влада, забезпечуючи підводами та провіантом.
Після повернення до України, військо Сагайдачного розмістилось на постій у Київському воєводстві, а гетьманський полк у самому Києві. За свою участь у московському поході запорожці отримали грошову винагороду в розмірі 20 000 золотих та 7000 штук сукна. За словами Д. І. Яворницького — по прибутті до Києва Петро Сагайдачний прийняв титул «гетьмана України» й став управляти тією її частиною, яка визнавала себе козацькою.